# Skamstrup Præstegård
Skamstrup Præstegård er beliggende i Skamstrup Sogn i Holbæk Kommune i Vestsjælland. Præstegården, som har været fredet siden 1990, er beliggende lige op af kirkegårdsmuren tæt ved Skamstrup Kirke. 
Præstegårdens næsten herskabelige stuehus er opført 1858 i et stokværk med kælder. Gårdfacaden er klassicistisk udformet med en symmetrisk regelmæssig fordeling af fem vinduesfag på hver side af hovedindgangen, der flankeres af pilastre kronet med en trekantsfronton. Indgangen flankeres markant af to høje lindetræer. Gavlene er i historicistisk stil med kamtakker.
Den nuværende bygning afløste et ældre stuehus, som var en del af et firelænget præstegårdsanlæg. De stråtækte udlænger til den ældre præstegård eksisterede noget længere end stuehuset, men blev nedrevet i 1959 og efterfølgende afløst af de to små sidehuse, som i dag flankerer stuehuset. 
I den tidligere præstegård levede forfatteren Poul Dons sine sidste år hos sin datter Charlotte og svigersøn Nicolaj Seidelin Bøgh, som var sognepræst i Skamstrup og Frydendal 1835-57. Deres sønner Frederik, Nicolai og Otto Bøgh var født i præstegården.
55°37′16″N 11°29′17″Ø / 55.62101°N 11.48819°Ø